# City of Bad Men
City of Bad Men é um filme de faroeste estadunidense dirigido por Harmon Jones e estrelado por Jeanne Crain e Dale Robertson. Foi lançado em 11 de setembro de 1953 pela 20th Century-Fox.

## Elenco
- Jeanne Crain como Linda Culligan
- Dale Robertson como Brett Stanton
- Richard Boone como Johnny Ringo
- Lloyd Bridges como Gar Stanton
- Carole Mathews como Cynthia Castle
- Carl Betz como Deputado Phil Ryan
- Whitfield Connor como Jim London
- Hugh Sanders como Xerife Bill Gifford
- Rodolfo Acosta como Mendoza
- Pascual García Peña como Pig